# Prein an der Rax

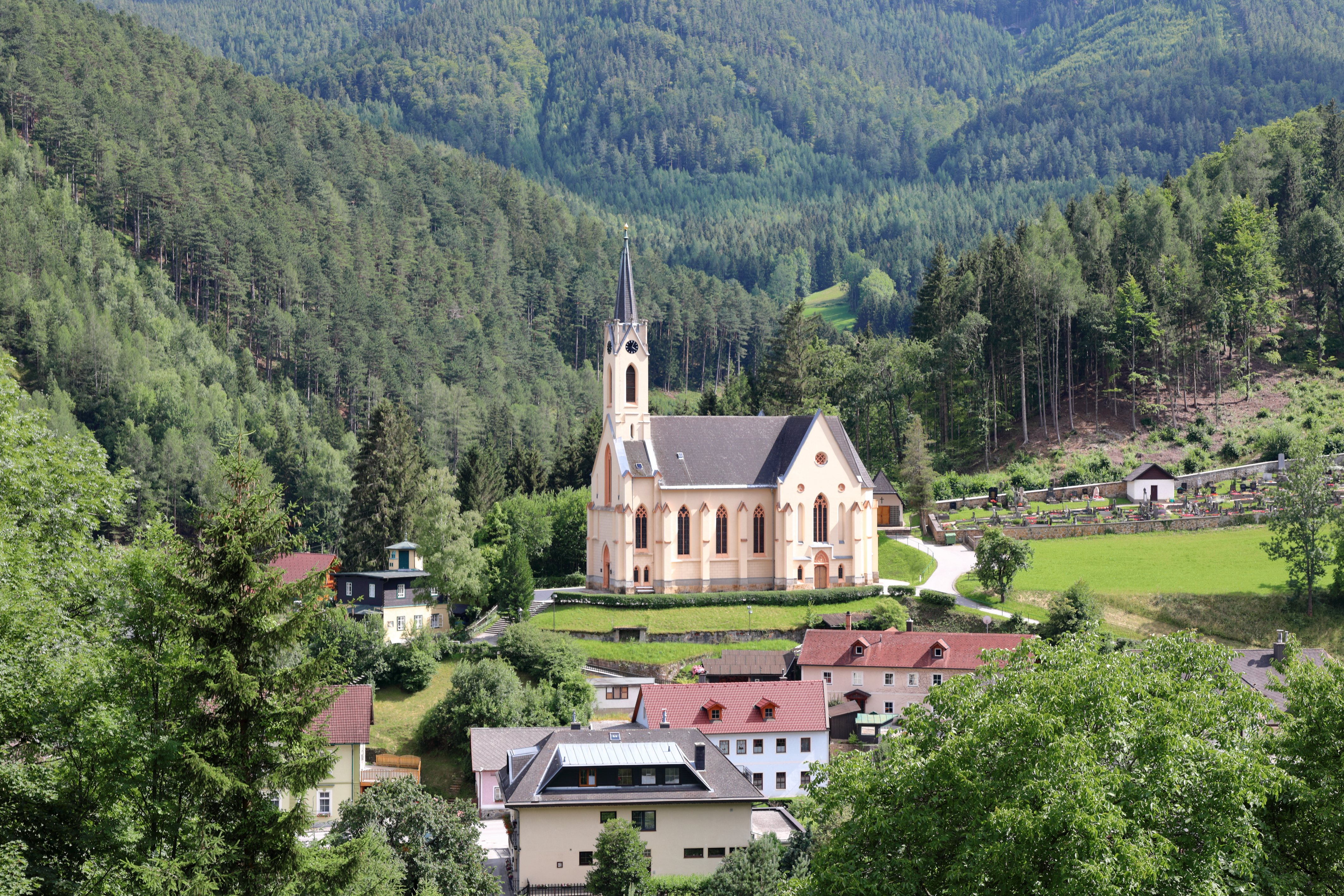
Pfarrkirche in Prein an der Rax

Prein an der Rax ist eine Ortschaft und Katastralgemeinde in der Marktgemeinde Reichenau an der Rax im Bezirk Neunkirchen in Niederösterreich.

## Geografie
Das locker verbaute Gassendorf liegt südlich vom Ort Reichenau an der Rax und endet mit einer Streusiedlung am Preiner Gscheid.

## Geschichte
Der Ort Prein wurde 1094 urkundlich genannt. Der Ort wurde 1140 Teil der Herrschaft Reichenau. Von 1885 bis 1901 erhielt der Ort Schutz mit einer Wildbachverbauung. Anfänglich ein Kirchweiler, entstand um 1900 eine Sommerfrische mit Villen, zwei Hotels und Gasthöfen. In der Zwischenkriegszeit entstanden vor allem Einfamilienhäuser.
Die Straße durch den Ort ist ein alter Verkehrsweg zwischen dem Mürztal und dem Wiener Becken, Reste einer mittelalterlichen sog. „Römerbrücke“ befinden sich im Fuchsgraben. Die Straße wurde 1904/06 neu angelegt und 1950 ausgebaut.
Am 26. April 1945 wurden in Prein 17 Personen ermordet, die verdächtigt wurden, Sozialisten zu sein. Einzelne Leichname wurden öffentlich zur Schau gestellt.

## Kultur und Sehenswürdigkeiten
- Katholische Pfarrkirche Prein an der Rax Pauli Bekehrung
- ehemaliger Pfarrhof, heute Pfarrheim, 1751 über zum Teil älterer Bausubstanz erbaut (urkundlich 1534 Pfarrhof)
- Heimito von Doderer-Denkmal des Bildhauers Kurt Ingerl (1935–1999) an der Straßengabelung Grießleiten-Preiner Gscheid in der Nähe des Riegelhofes der Familie Doderer. Dieses Schichtrelief wurde in Zusammenarbeit mit dem Kulturverein Reichenau und der Schwester Doderers, Astri von Stummer, geschaffen und am 4. September 1983 enthüllt. Basis war ein Künstlerwettbewerb, der vom Obmann und Leiter der Festspiele Reichenau, Peter Loidolt, eingeleitet und die Finanzierung sichergestellt wurde.[3][4]
- Bildstock am Preiner Gscheid
- Der Riegelhof in Prein Nr. 23 war über Jahrzehnte der Sommersitz der Familie Doderer. Das Gebäude wurde 1902/03 von Alois Seebacher nach Plänen von Max von Ferstel erbaut. Es handelt sich um ein späthistoristisches Wohnhaus mit einem Sockel aus Buckelquadern und dem Oberbau als Holzblockbau. Das Schopfwalmdach trägt einen Glockenständer. Dekorative Elemente wie mehrere Kamine, Erker, Balkone, Schnitz- und Laubsägewerkdekor schmücken den Bau, dessen Stil auch von den Nebengebäuden übernommen ist.[5] Eine Reihe von Texten des österreichischen Romanciers Heimito von Doderer (1896–1966) (z. B. aus „Die Strudlhofstiege oder Melzer und die Tiefe der Jahre“) entstanden auf diesem Anwesen und seiner Umgebung. Sie haben die reale Gegend um Reichenau und Prein zum Vorbild. Das früher als Privathaus der Familie einer Schwester Doderers (Astri Stummer, 1893–1989) verwendete Gebäude befindet sich weitgehend im Originalzustand (keine Zentralheizung, sondern Kachelöfen, eigenes Badehaus, nur kleiner neu eingebauter Baderaum etc., Einleitung von Trinkwasser erst nach 1989). Das Haus wird seit 2017 auch an Gäste vermietet (kein Restaurantbetrieb), auch Führungen werden abgehalten.[6][7]

Prein an der Rax war im 19. und 20. Jahrhundert ein beliebter Ort für Sommeraufenthalte begüterter Wiener Familien. Dies zeigt sich in der Bebauung des Gebietes, in der sich eine Reihe von Villen des Späthistorismus und des Heimatstils befinden. Charakteristisch sind Bruchsteinsockel, Holzbalkone, Veranden, Laubsägedekor- bzw. Fachwerkbauweise, Mittelrisalite usw.
In Prein an der Rax und den Ortsteilen Preinrotte, Griesleiten und Sonnleiten befinden sich auch eine Reihe von kleineren Bauten wie Wegkapellen, Wetterhäuschen und Bildstöcke. Das Kriegerdenkmal wurde 1955 auf den Kirchenvorplatz übertragen. Der denkmalgeschützte Bildstock am Preiner Gscheid kennzeichnet die Grenze zwischen Niederösterreich und der Steiermark.

## Persönlichkeiten
- Albert Geßmann (1852–1920), Bibliothekar und Politiker